# Шуанта
Шуанта́ (кит. упр. 双塔, пиньинь Shuāngtǎ) — район городского подчинения городского округа Чаоян (КНР). Здесь находится политический и деловой центр Чаояна. Название района в переводе означает «Пара пагод»: он назван в честь находящихся здесь Северной пагоды (построена при империи Тан) и Южной пагоды (построена при империи Ляо).

## История
В 1980 году урбанизированная часть уезда Чаоян была выделена в город Чаоян. Постановлением Госсовета КНР от 30 июня 1984 года округ Чаоян был расформирован, а вместо него был образован городской округ Чаоян; территория бывшего города Чаоян (за исключением одной волости) стала районом Шуанта в его составе.

## Административное деление
Район Шуанта делится на 11 уличных комитетов, 3 посёлка и 1 волость.

## Соседние административные единицы
Район Шуанта граничит со следующими административными единицами:
- Район Лунчэн (на западе)
- Городской уезд Бэйпяо (на северо-востоке)
- Уезд Чаоян (на юго-западе)